# Кловли Котидж, Барнет (филм, 1895)
„Кловли Котидж, Барнет“ (на английски: Clovelly Cottage, Barnet) е британски късометражен документален ням филм на продуцента Робърт Уилям Пол, заснет през 1895 година от оператора Бърт Ейкрис.